# 進藤流
進藤流（しんどう-りゅう）は廃絶した能楽ワキ方の流儀。観世流の座付として活動し、江戸時代中期以降は「ワキ方筆頭」としての格式を誇った。

## 解説
初世進藤久右衛門忠次（1552年～1635年）が、手猿楽のワキとして活躍していた堀池宗活（観世元頼の弟子）に学んで一流を興した。1603年、観世黒雪によって観世座のワキに加えられ、寛永年間に同座の本ワキであった福王流が中絶とするとこれに代わった。
四座の筆頭とされた観世流の本ワキであったため、江戸時代を通じてワキ方筆頭の地位にあり、後に黒雪が甥服部宗巴に福王流を再興させて後も、進藤家のほうが上席のまま幕末に至った。素謡においても特に前期には勢力がつよく、忠次の子進藤以三は宗家を嗣がず京都で素謡教授をして生計を立てたほどであった。以三の謡伝書に『筆次抄』がある。
維新後、十世宗家進藤信啓が零落し、後嗣を含めた多くの役者が家芸を廃したため、明治初年に流儀が絶えた。なお、近年森田流笛方槻宅聡らの調査によって、松江地方に同流の素謡が伝承されていることが明らかになった。宗家廃絶後も地方によっては一定の勢力を保持していたらしく、出雲地方では明治三十年代に同流の謡本も刊行されていたと言う。